# Rien Poortvliet Museum
Het Rien Poortvliet Museum is een museum over de beeldend kunstenaar  Rien Poortvliet op het eiland Tiengemeten, in de Nederlandse provincie Zuid-Holland. 

## Middelharnis
In 1992 werd door Prins Bernhard een museum geopend, dat gewijd was aan het leven en werk van Rien Poortvliet. Het bevond zich in het oude raadhuis van de plaats Middelharnis op Goeree-Overflakkee. Op 18 december 2006 werd het gesloten vanwege de financiële situatie van het museum en een verschil van inzicht in de te volgen koers. De toegangsprijs bedroeg vlak voor de sluiting vier euro, waarvoor de bezoeker ook een kladblokje kreeg met daarop een natuurafbeelding van de hand van Poortvliet.

## Tiengemeten
De familie Poortvliet en de Vereniging Natuurmonumenten bereikten begin 2007 overeenstemming over de nieuwe vestiging van het museum. Het museum werd gevestigd in de Marguerita Hoeve, een karakteristieke boerenwoning uit het begin van de 19de eeuw op het natuureiland Tiengemeten. Het museum is gelegen vlak bij de haven, direct naast het natuur-infocentrum van Natuurmonumenten. Het werd geopend op 8 juli 2009. De opening werd verricht door Jan Franssen, commissaris van de koningin in Zuid-Holland.
Het museum bevat tientallen originele werken van Poortvliet als beeldend kunstenaar. Daarnaast zijn er in het museum enkele persoonlijke voorwerpen te zien en ook een korte film, waarin Poortvliet vertelt over zichzelf en onder andere in zijn huis in Soest aan het werk te zien is. Natuurlijk ontbreekt ook zijn creatie David de Kabouter niet in het museum.

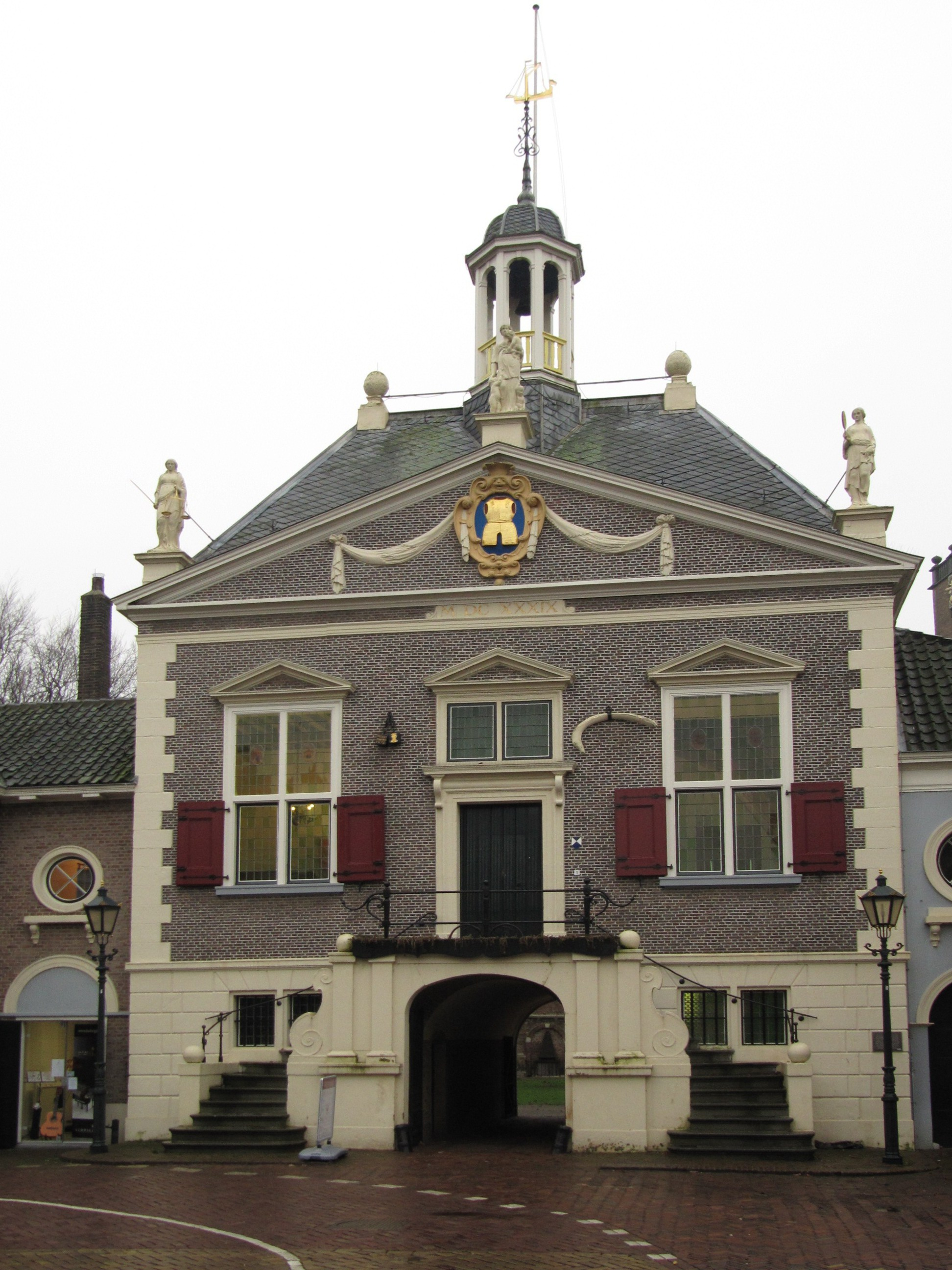
Het oude raadhuis van Middelharnis (tot 2006 locatie van het museum)